# Arenillas (Ecuador)
Arenillas ist eine Stadt und ein Municipio in der Provinz El Oro in Südwest-Ecuador. Beim Zensus 2010 betrug die Einwohnerzahl im urbanen Bereich von Arenillas 17.346. Arenillas ist Verwaltungssitz des gleichnamigen Kantons. Einen Teil des Municipios bildet die Parroquia urbana Arenillas.

## Lage
Arenillas liegt auf einer Höhe von 40 m im Küstentiefland von Ecuador etwa 15 km von der Pazifikküste und ebenso weit von der peruanischen Staatsgrenze entfernt. Die Stadt befindet sich 34 km südsüdwestlich der Provinzhauptstadt Machala. Der Río Arenillas durchquert den Osten der Stadt in nördlicher Richtung.

## Municipio
Das 394,1 km² große Municipio Arenillas umfasst folgende drei Parroquias urbanas: Arenillas, Pueblo Nuevo und Tierras Coloradas. Beim Zensus 2010 lebten 21.326 Einwohner im Municipio.
Das Municipio Arenillas reicht im Norden bis zur Meeresstraße Estero Grande, die den Archipel Jambelí vom Festland trennt. Im Norden grenzt das Municipio an die Parroquia Jambelí (Kanton Santa Rosa), im Nordosten an das Municipio von Santa Rosa, im Osten an die Parroquias Bellavista, San Antonio, La Avanzada, Piedras, La Bocana und El Ingenio, im zentralen Süden an die Parroquia San Isidro, im Südwesten an die Parroquia Palmales sowie im Westen an die Parroquias Carcabón und Chacras sowie an den Kanton Huaquillas.

## Geschichte
Am 11. November 1955 wurde der Kanton Arenillas gegründet und Arenillas wurde Sitz der Kantonsverwaltung.

## Verkehr
Arenillas liegt an der Fernstraße E25 (Huaquillas–Santa Rosa). Bei Arenillas zweigt die E50 nach Süden ab und führt nach Alamor und weiter Richtung peruanische Grenze.